# スーダンの経済
スーダンの経済（スーダンのけいざい、Economy of the Sudan）では、スーダンの国民経済について述べる。

## 農業
国民の7割以上が農業に従事し、国内総生産に占める農業分野の割合も高い。アスワンダムの建設に伴い、ナイル川周辺では灌漑施設が普及し、綿花などの商品作物の生産が活発になったものの、近代的な耕作地は全国土の数%に過ぎない。歴代のスーダン政府は、ナイル川周辺の湿地帯の乾燥化（排水路代わりのジョングレイ運河建設）、ダムの建設による耕作地の拡大を進めているものの、1980年代以降は内戦の影響で停滞したままである。

## 鉱業
スーダンの原油埋蔵量については、1970年代より相当量の規模と推定されていたが、政情不安定や貧弱なインフラも相まって開発は進まなかった。1980年代に入り、石油メジャーのシェブロンなどが調査を進めるものの、1990年代に入りアメリカ合衆国の経済制裁が行われるに至り停滞。以後、中国資本（中国石油天然気）やマレーシア資本（ペトロナス）などの非メジャー勢力が中心となり開発が進められている。
これらの資本は、1990年代後半から石油パイプライン輸送路の敷設と紅海沿岸の積出基地の建設に参画。5万人とも7万人ともいわれる中国人労働者の手によってパイプラインの敷設が行われた。こうしたインフラの充実を背景に、2004年には日量40万バレル規模にまで生産量を増加させることに成功している。
一方で、ダルフール紛争に代表される政治的な不安定要素は依然として払拭できず、2004年には石油の禁輸措置も視野に入れたスーダン政府非難決議案が国際連合安全保障理事会にて採択されるに至った。この後もスーダン政府の国際的な非協調姿勢には変化はなく、2007年4月にはアフリカ連合を主体としたPKOの入域を拒む事態も発生した。石油産業を取りまくハイリスク・ハイリターンの環境は、継続していくものと考えられている。
その他の鉱物資源として、大規模なコバルトや鉄鉱床が認められているが、開発はほとんど行われていない。

## 工業
近代的なインフラが存在しないため伝統的な軽工業のみが行われてきたが、1990年代後半からの石油資源開発の進展に伴い、石油化学工業の萌芽も見られるようになった。